# Pražské služby

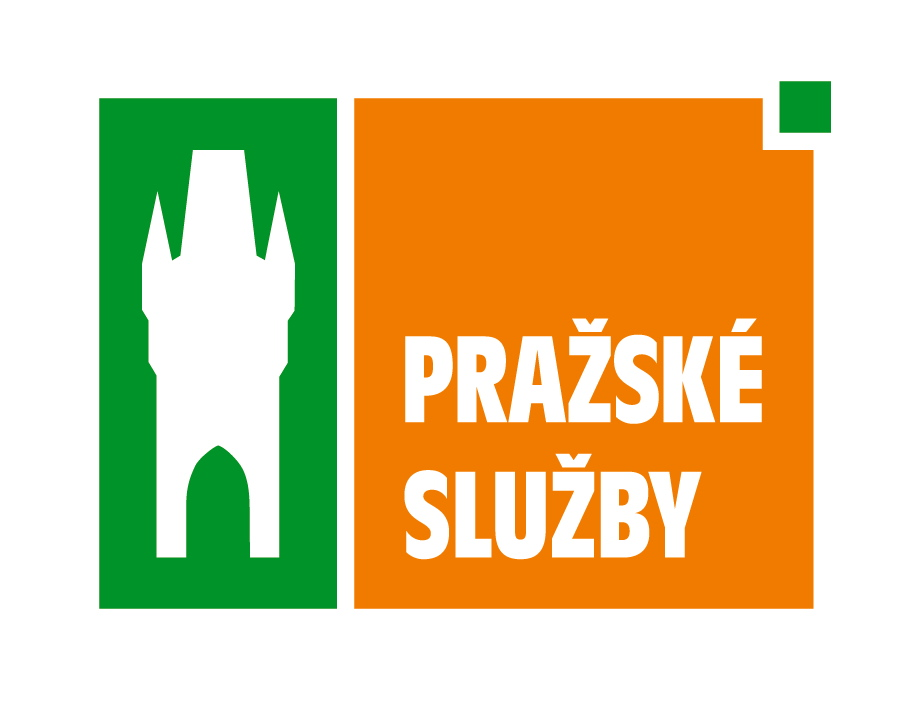
Logo Pražských služeb

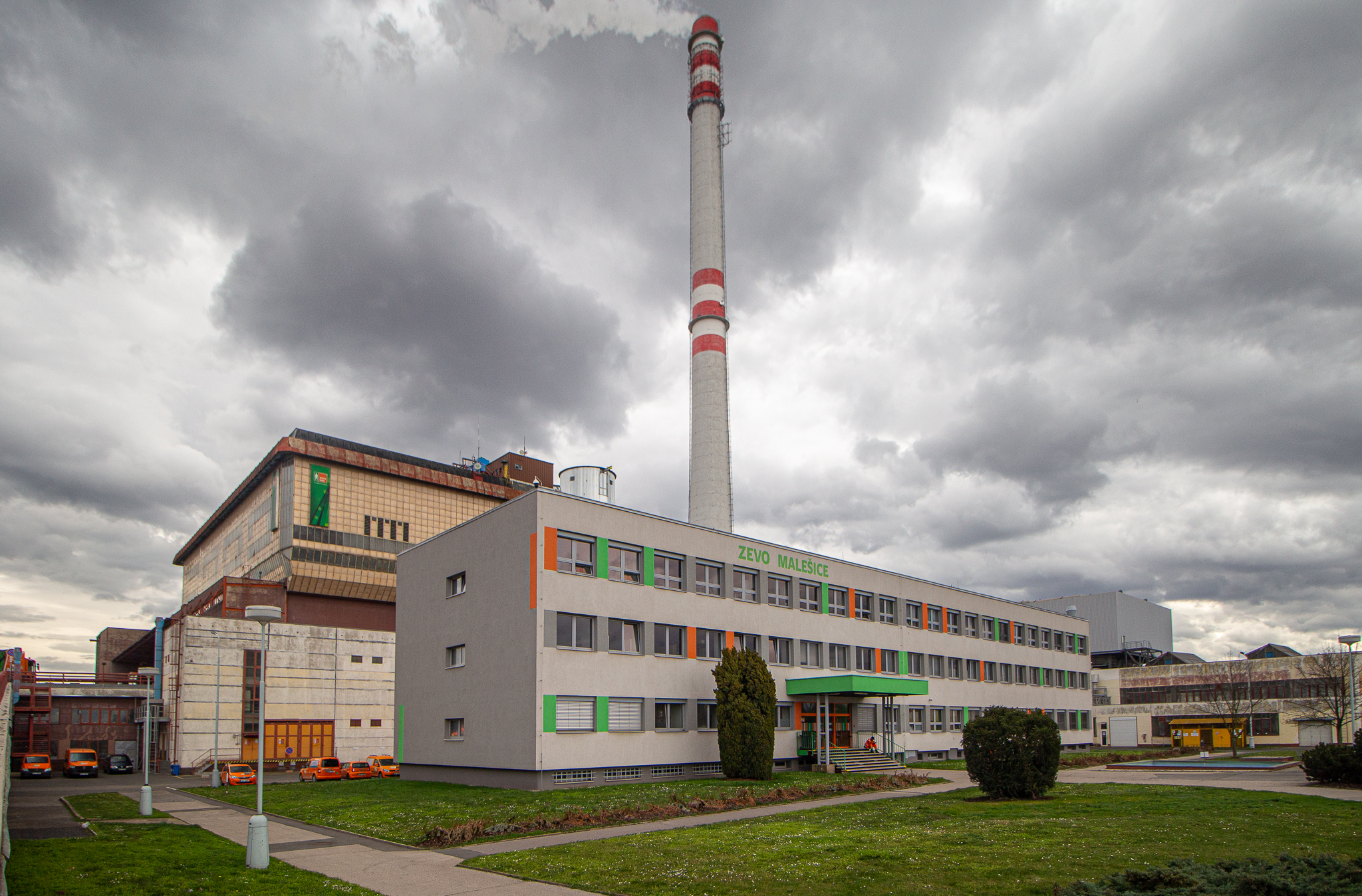
Spalovna Malešice - ZEVO

Pražské služby, a. s. jsou společností se sídlem v Praze, která se zabývá komplexním sběrem, tříděním, využíváním a likvidací odpadu, údržbou komunikací a veřejných prostranství, dále zajišťováním sjízdnosti a schůdnosti silnic a chodníků, dopravním značením a výrobou energie v hlavním městě Praze. Společnost vznikla 1. 2. 1994 transformací státního podniku Pražské komunikace. Jediným vlastníkem se 100% podílem je hlavní město Praha. V roce 2023 měly Pražské služby čistý zisk po zdanění 405,6 milionu korun při tržbách 4,36 miliardy korun.

## Historie
Popelářky a popeláři s nůšemi a pytli na zádech vynášeli v Praze popel a odpad z domácností již zhruba od 17. století. Ještě krátce po první světové válce prováděli zaměstnanci hlavního města svoz odpadu z domácností formou vyzváňky, kdy na zazvonění obyvatelé vynášeli odpad ve svých nádobách a obecní zřízenec jejich obsah vysypal do vozu a odvezl ho na některé z cca 20 smetišť na periferii města.
Velké změny nastaly po druhé světové válce. Po únoru 1948 zanikl 10. odbor, odbor čištění města, který spadal pod stavební úřad hl. m. Prahy. Dne 15. dubna 1949 vznikl komunální podnik Technické služby hlavního města Prahy, o dva roky později začal fungovat další podnik Čištění města, který se staral o čistotu Prahy a odvoz odpadu, provoz speciálních dílen a Spalovnu Vysočany. Tehdejší pracovníci vývojové dílny zkonstruovaly v roce 1952 nový typ zametacího vozu na podvozku GMC a roku 1953 vzduchový nakladač, umístěný na zadní víko popelářského vozu.
Následně 1. dubna 1963 vznikl podnik Pražské komunikace, kam se začlenilo známé pražské družstvo dlaždičů Lastra. V roce 1965 převzaly správu vysočanské spalovny Pražské teplárny. Podle historických materiálů z roku 1976 měly Pražské komunikace přes 2 600 zaměstnanců a členily se na šest závodů. V roce 1977 se staly součástí Dopravního podniku hl. m. Prahy. To ale nebyla poslední změna. K 1. červenci 1989 vznikl nový státní podnik – a sice kombinát Pražské komunikace.
Historie Pražských služeb, jak je známe dnes, se začala psát 1. února 1994, transformací ze státního podniku na akciovou společnost. Od roku 1997 je hlavním aktérem ve sběru, třídění a zpracování odpadu. Za důležitý mezník považuje spuštění spalovny ZEVO Malešice v roce 1998, kdy končí skládkování směsného odpadu, ze kterého nově vzniká tepelná energie, od roku 2010 také energie elektrická. Mezi lety 2018-2023 prošlo ZEVO Malešice nákladnou rekonstrukcí GOLEM (Generální Obnova Linek a Ekologizace Malešice). Nové technologie výrazně přispěly ke zvýšení spalovací kapacity při minimálních emisích. Díky tomu je malešická spalovna srovnatelná s teplárnami spalujícími zemní plyn. Postupem času Pražské služby také spustily třídicí linky na papír (v roce 2000) a kovové obaly (v roce 2019).
Zajímavostí je, že firma se v minulosti zabývala také opravou nákladních aut, přívěsů i návěsů a jejich odbornými prohlídkami. Dnes již neexistující Závod 13 – Ústřední opravny pracoval i na finálním montování komunálních vozidel pro klienty z celé České republiky.
V roce 2016 společnost získala ve velké konkurenci zakázku „Zajištění komplexního systému nakládání s komunálním odpadem na území hl. m. Prahy v období 2016–2025“, s účinností od 1. srpna 2016. Na shodné období má i smlouvu o spolupráci se společností AVE CZ odpadové hospodářství s.r.o. na této činnosti. Společnost nemá jen zakázky od hlavního města Prahy, ale i řadu jiných zakázek v oblasti odpadového hospodářství.

## Současnost
V roce 2024 společnost oslavila 30 let na trhu. Za dobu svého působení prokázala své zkušenosti a profesionalitu v nakládání se směsným i tříděným odpadem. Vzrostl počet sběrných dvorů, které pro město spravují, na deset z celkových dvaceti a obecně se firmě dařilo i v jiných odvětvích. Společnost pracuje v současnosti na mnoha projektech, díky kterým nahlíží nejen na odpad jako na cenný zdroj. Jde třeba o výstavbu parkoviště v areálu ZEVO Malešice, kde škvára nahradila v podkladní vrstvě kamenivo. Důležitá je také úzká spolupráce s městem, například v roce 2023 na zavedení multikomoditního sběru nebo používání vody z kolektorů. Dále stojí za zmínku pilotní projekt sběru kuchyňských zbytků, provoz bioplynové stanice v Chrástu a vznik re-use pointů na sběrných dvorech. Firma rozšiřuje svůj vozový park o auta na ekologický pohon, sleduje celosvětové trendy a sama přichází s vlastními inovacemi. Testuje vozy na elektřinu i vodík a pečlivě se připravuje na závazky, vyplývající z klimatického plánu hlavního města.

## Vlastnická struktura
Jediným akcionářem je od roku 2018 hlavní město Praha. Metropole měla dlouhodobě ve firmě většinový podíl, v minulosti například usilovala o odkoupení menšinového od skupiny Natland Group. V roce 2014 koupila společnost AVE CZ z holdingové skupiny Daniela Křetínského pětinový podíl ve společnosti a v září roku 2014 projevila dopisem radě města zájem koupit pražský podíl ve společnosti (tehdy 76,92 %) za 3,17 miliardy Kč, přičemž platnost této nabídky omezila na dobu 1 měsíce. AVE CZ v dopisu navrhla vyčlenit ZEVO, tedy malešickou spalovnu, do společného podniku Pražských služeb a Prahy, přičemž Pražské služby, potažmo AVE jako jejich nový majitel, by rozhodovaly o věcech běžného provozu a město o strategických plánech. AVE CZ v dopise varovala před plánovanou transformací Pražských služeb a nabízela, že riziko neúspěchu Pražských služeb ve výběrovém řízení a tím ztráty hodnoty podniku jeho převzetím vezme na sebe.
Primátor Bohuslav Svoboda (ODS) i radní Petr Dolínek (ČSSD) deklarovali, že se Praha spalovny kvůli jejímu významu do budoucna nesmí vzdávat. Náměstek primátora Jiří Vávra (TOP 09) pro případ prodeje spalovny pohrozil čtvrtou defenestrací. Prodej Pražských služeb označil lídr Trojkoalice zelených, KDU-ČSL a Starostů Petr Štěpánek za prodej monopolu spalovny soukromému subjektu. AVE CZ svou nabídku zopakovala nové radě města 13. prosince 2014.
Vedení Prahy v rámci plánu transformace zamýšlelo propachtovat spalovnu a divize, jež zajišťují svoz komunálního odpadu, do Technické správy komunikací, kterou za tím účelem transformovala z příspěvkové organizace na akciovou společnost. Podle zprávy ze září 2014 chtěla rada tento návrh předložit nejbližší valné hromadě, aby město mohlo zadat zakázku na svoz odpadu své vlastní firmě TSK bez výběrového řízení.
V listopadu 2017 rada města schválila návrh, aby Praha prodala zhruba 24% podíl v Pražské teplárenské firmě AVE CZ. Za to od ní odkoupila 19,3% podíl Pražských služeb, metropole tak získala zhruba 98% podíl. Zbylé menšinové podíly ve společnosti Praha od drobných akcionářů vykoupila.
V souladu s pokynem valné hromady ze dne 17. července 2014, která uložila orgánům společnosti provést reorganizaci a restrukturalizaci společnosti a její činnosti tak, aby hl. m. Praha mohlo zadat společnosti přímo veřejnou zakázku na zajištění komplexního systému nakládání s komunálním odpadem na území hl. m. Prahy formou tzv. in-house zadávání, byla založena 14. srpna 2014 dceřiná společnost Pražských služeb Pražský EKOservis s.r.o. Podle zprávy auditora ve výroční zprávě Pražských služeb za rok 2016 byla tato dceřiná firma v letech 2015 a 2016 neaktivní.

## Vedení a organizační struktura
Generálním ředitelem Pražských služeb je od roku 2004 JUDr. Patrik Roman, bratr Martina Romana. Zároveň je i předsedou představenstva společnosti. Jeho funkční období začalo 21. 6. 2015 a trvá doteď. Jeho mandát je potvrzený dozorčí radou do 2. 3. 2027.
Organizační struktura společnosti se rozděluje na Závod 11 (Odvoz a recyklace odpadu), Závod 12 (Úklid a údržba komunikací), Závod 14 (Zařízení na energetické využití odpadu (ZEVO) v Malešicích) a podnikové ředitelství.

### Dceřiné společnosti
Společnost podle své poslední výroční zprávy z roku 2023 vykazuje čtyři majetkové účasti v dceřiných společnostech – AKROP s.r.o., Pražský EKOservis, s.r.o., RELAKA s.r.o. a EVOK, o.p.s. Ve všech drží 100% podíl. K 1. 9. 2023 byla do obchodního rejstříku zapsána fúze společností AGROBIOPLYN s.r.o. a RELAKA s.r.o. s rozhodným dnem 1. 1. 2023. Nástupnickou společností je RELAKA s.r.o.

### Kompetenční centrum
Kompetenční centrum zajišťuje pro Pražské služby činnosti, které souvisí s jejím know-how. Jde zejména o program vzdělávání a osvěty v odpadovém hospodářství a péči o životní prostředí. Pořádá odborné prohlídky v zařízeních a provozech Společnosti pro zájemce z akademické sféry, z odborné sféry i pro oficiální delegace ve spolupráci s hl. m. Prahou a Ministerstvem životního prostředí. Kompetenční centrum poskytuje poradenství dalším subjektům také jako komerční produkt. Zastupuje Pražské služby v oborových organizacích a zájmových sdruženích v oboru odpadového hospodářství a Smart City. Tato činnost je podporována i prostřednictvím neziskové organizace EVOK o.p.s., kterou 24. prosince 2013 založily Pražské služby. Vznikla za účelem poskytování obecně prospěšných služeb v oblasti odpadového hospodářství a ekologie městských aglomerací, tj. projektová, poradenská, vzdělávací a vydavatelská činnost a podpora studentů a jejich projektů.

### Zaměstnanci
Celkově měly Pražské služby ke konci roku 2023 v přepočteném stavu 1 866 zaměstnanců. Z počtu zaměstnanců je v roce 2023 vedeno 482 jako řidiči, 321 jako popeláři, 157 jako metaři, 546 jako ostatní dělníci a 360 jako technicko-hospodářští pracovníci.

## Činnost

### Odpadové hospodářství
V rámci odpadového hospodářství hlavního města společnost provádí komplexní sběr a využívání směsného, tříděného i objemného odpadu. Starají se o svoz jak směsného odpadu, tak i toho tříděného – multikomodita, papír, sklo, kovové obaly, bioodpad. Kromě toho také sváží gastroodpad z vybraných domovů seniorů a školních jídelen, které zřizuje hlavní město. Firma se zabývá kromě jiného odvozem nebezpečného odpadu, elektroniky, likvidací důvěrných dokumentů, zajišťuje i provoz deseti sběrných dvorů. Na vybraných jsou i re-use pointy. Opomenout nelze ani Zařízení na energetické využití odpadu (ZEVO) Malešice, kam se sváží veškerý obsah černých nádob. Pražské služby mimo velkých popelnic sváží v některých městských částech a v parcích s celopražským významem také malé odpadkové koše. V roce 2023 šlo o zhruba 8 700 kusů.  
V roce 2016 společnost získala ve velké konkurenci zakázku „Zajištění komplexního systému nakládání s komunálním odpadem na území hl. m. Prahy v období 2016–2025“, s účinností od 1. srpna 2016. Na shodné období má i smlouvu o spolupráci se společností AVE CZ odpadové hospodářství s.r.o. na této činnosti. Společnost nemá jen zakázky od hlavního města Prahy, ale i řadu jiných zakázek v oblasti odpadového hospodářství od jiných subjektů.

### Spalovna Malešice (ZEVO)
Do zařízení ZEVO se sváží veškerý obsah černých popelnic z hlavního města. Zde se díky moderním technologiím přeměňuje odpad na elektřinu a teplo pro zhruba 20 tisíc pražských domácností. Mezi lety 2018–2023 prošly technologie spalovny nákladnou celkovou obnovou a ekologizací pod značkou GOLEM (Generální Obnova Linek a Ekologizace Malešice). Čtyři moderní linky tak mohou díky vysoké spolehlivosti ročně zpracovat zhruba 400 tisíc tun odpadu, cca o čtvrtinu více než umožnovala původní technologie. To vše při minimálních emisích.
Odběratelem tepelné a elektrické energie jsou společnosti skupiny Pražská teplárenská.

### Čištění a údržba komunikací
V rámci čistění komunikací provádí společnost ruční čištění vozovek, strojní čištění komunikací, ve vybraných městských částech a v parcích s celopražským významem provozuje zhruba 8 300 venkovních odpadkových košů včetně dodávky a obsluhy, provádí stavební údržbu komunikací a péči o zeleň.
V rámci zimní údržby provádí zajišťování sjízdnosti komunikací – frézování, pluhování a posyp chemickým či inertním materiálem, zajišťování schůdnosti chodníků a pěších zón, odstraňování sněhu a posyp strojním i ručním způsobem.

## Propagace
Společnost komunikuje s veřejností především prostřednictvím sociálních sítí Facebook, Instagram, X a YouTube. Pro Pražské služby je klíčová edukace veřejnosti. Firma aktivně a pravidelně propaguje na svých sociálních sítích, nepřEKOnatelném blogu, časopisu INFOKONTEJNER a v dalších médiích novinky a aktuální trendy ve sběru odpadu. Také edukuje Pražany, jak správně třídit, připravuje informační kampaně, natáčí tematická videa a spoty.
Největší pražská svozová společnost se osvětě věnuje i na různých veřejných akcích. V infostánku se návštěvníci zábavnou a interaktivní formou učí, jak správně třídit a proč je to tolik důležité. V neposlední řadě Pražské služby každoročně připravují edukativní materiály pro děti, pro mateřské a základní školy pořádají soutěž ve sběru papíru.